# Naďa Konvalinková

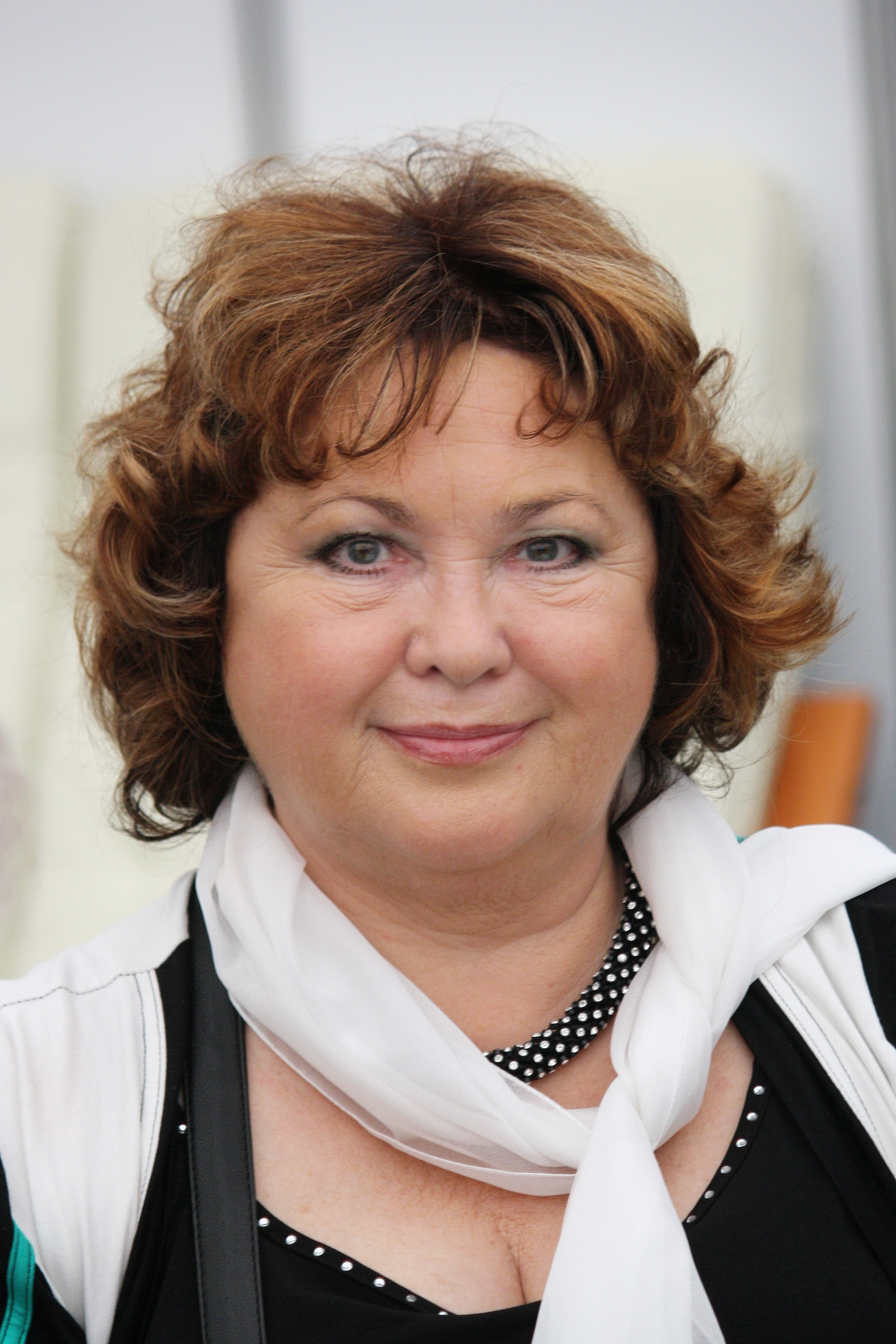
Naďa Konvalinková (2013)

Naděžda Konvalinková (* 18. April 1951 in Prag, Tschechoslowakei) ist eine tschechische Schauspielerin.

## Biografie
Naděžda Konvalinková machte ihren Schulabschluss am Prager Jan-Neruda-Gymnasium (Gymnázium Jana Nerudy) und studierte anschließend an der Theaterfakultät der Akademie der Musischen Künste in Prag (DAMU), wo sie unter anderem bei Boris Rösner und Eva Jakoubková studierte. Anschließend spielte sie am Theater Divadlo Josefa Kajetána Tyla in Plzeň und am Městská divadla pražská in Prag. Ihr Leinwanddebüt gab sie in der 1972 erschienenen und von Karel Kachyňa inszenierten Komödie Das Geheimnis des großen Erzählers an der Seite von Otakar Brousek, Josef Illík und Zdeněk Hess. Der Film lief 1973 in der DDR im Kino an.
Von 1980 bis 2005 war sie mit dem tschechischen Schauspieler Oldřich Kaiser verheiratet. Gemeinsam sind sie Eltern der tschechischen Schauspielerin Karolína Kaiserová (* 1983).

## Filmografie (Auswahl)
- 1972: Das Geheimnis des großen Erzählers (Tajemství velikého vypravěče)
- 1977: Adele hat noch nicht zu Abend gegessen (Adéla ještě nevečeřela)
- 1977: Wie Honza beinahe König geworden wäre (Honza málem králem)
- 1978: Der Mann mit der Adlerhenne (Muž s orlem a slepicí)
- 1978: Die Befreiung Prags (Osvobození Prahy)
- 1979: Per Anhalter in den Tod (Smrt stopařek)
- 1980: Das Märchen von Hans und Marie (Pohádka o Honzíkovi a Mařence)
- 1981: Das Schäfchenzählen (Počítání oveček)
- 1981: Ferien für den Hund (Prázdniny pro psa)
- 1983: Herzliche Grüße vom Erdball (Srdečný pozdrav ze zeměkoule)
- 1984: Der Wunschkindautomat (Bambinot, Fernsehserie, sechs Folgen)
- 1988: Der dritte Vater (Třetí táta)
- 1993: Wettstreit im Schloß (Nesmrtelná teta)
- 1997: Lotrando und die schöne Zubejda (Lotrando a Zubejda)
- 2002: Wie die Liebe schmeckt (Jak chutná láska)
- 2003: Das Krankenhaus am Rande der Stadt – 20 Jahre später (Nemocnice na kraji města po dvaceti letech, Fernsehserie, neun Folgen)
- 2006: Ich habe den englischen König bedient (Obsluhoval jsem anglického krále)
- 2011: Saxana und die Reise ins Märchenland (Saxána a Lexikon kouzel)
- 2021: Wie man keine Prinzessin heiratet (Jak si nevzít princeznu)